# 黑腹光鳞鱼
黑腹光鳞鱼（学名：Lestrolepis nigroventralis）是魣蜥鱼科光鳞鱼属一种，分布于太平洋西北部台湾和日本海域。模式标本采集自台湾屏东县东港镇沿岸海域。

## 鉴别特征
体长（SL）134—244毫米。体相对细长，体长为体高的15—19倍；背鳍起点位于腹鳍起点与臀鳍起点之间的中间附近，腹鳍起点与背鳍起点之间的距离是腹鳍起点与臀鳍起点之间距离的46.8—55.0%；腹鳍起点位于身体中线处或稍后，腹鳍前距是体长的50.6—53.2%；脊椎总数94—98，其中腹椎32—35，尾椎60—66；侧线鳞75—81；腹部隆起，具宽阔的黑色边缘。